# Antoni Hansen
Antoni Hansen (* 1. Oktober 1893 auf Rømø; † 1958) war ein deutscher Wasserbauingenieur und Hochschullehrer.

## Leben
Hansen studierte Bauingenieurwesen an den Technischen Hochschulen in Berlin und Hannover und promovierte nach Ablegung des 2. Staatsexamens 1925 zum Dr.-Ing. Er war zunächst als Regierungsbaumeister und Regierungsbaurat bei verschiedenen Hafen- und Wasserstraßenverwaltungen des Reichs tätig und wurde 1937 als ordentlicher Professor für Grund- und Wasserbau an die Technische Hochschule Danzig berufen. 1946/47 war er mit der Wahrnehmung des Lehrgebiets "Grund- und Wasserbau" und mit der Lehrstuhlvertretung am Institut gleichen Namens an der Technischen Hochschule Hannover beauftragt.